# Phyllachora triumfettae
Phyllachora triumfettae är en svampart som beskrevs av Pat. 1892. Phyllachora triumfettae ingår i släktet Phyllachora och familjen Phyllachoraceae.   Inga underarter finns listade i Catalogue of Life.